# 孪晶

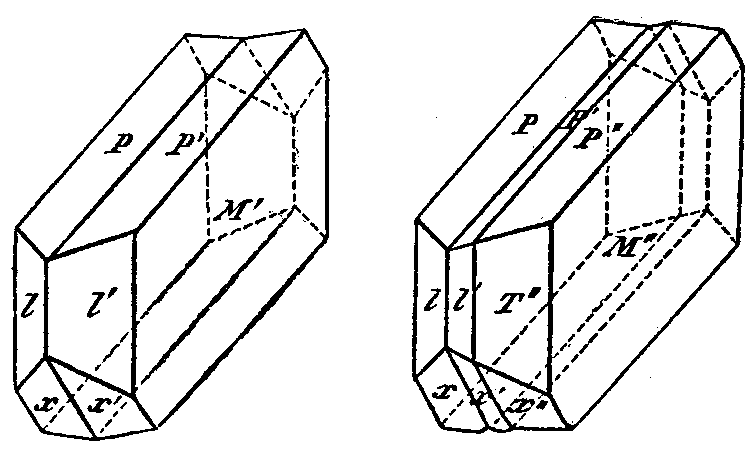
钠长石的孪晶结构示意图

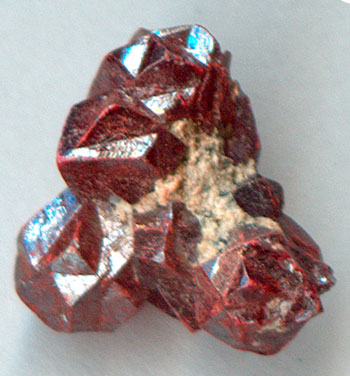
硫化汞的孪晶结构

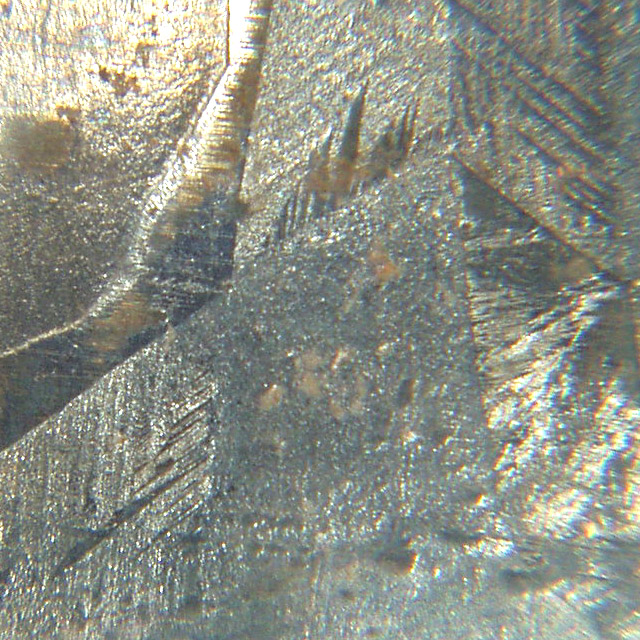
孪晶接合面在镀锌表面清晰可见

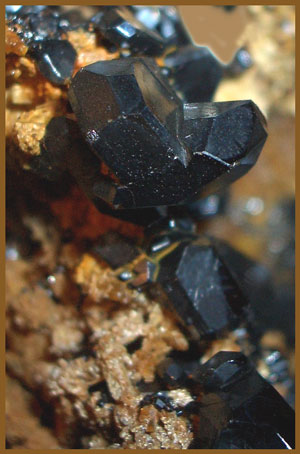
金粗石相的孪晶结构

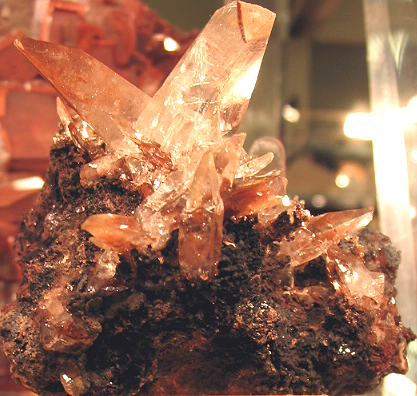
方解石的孪晶结构

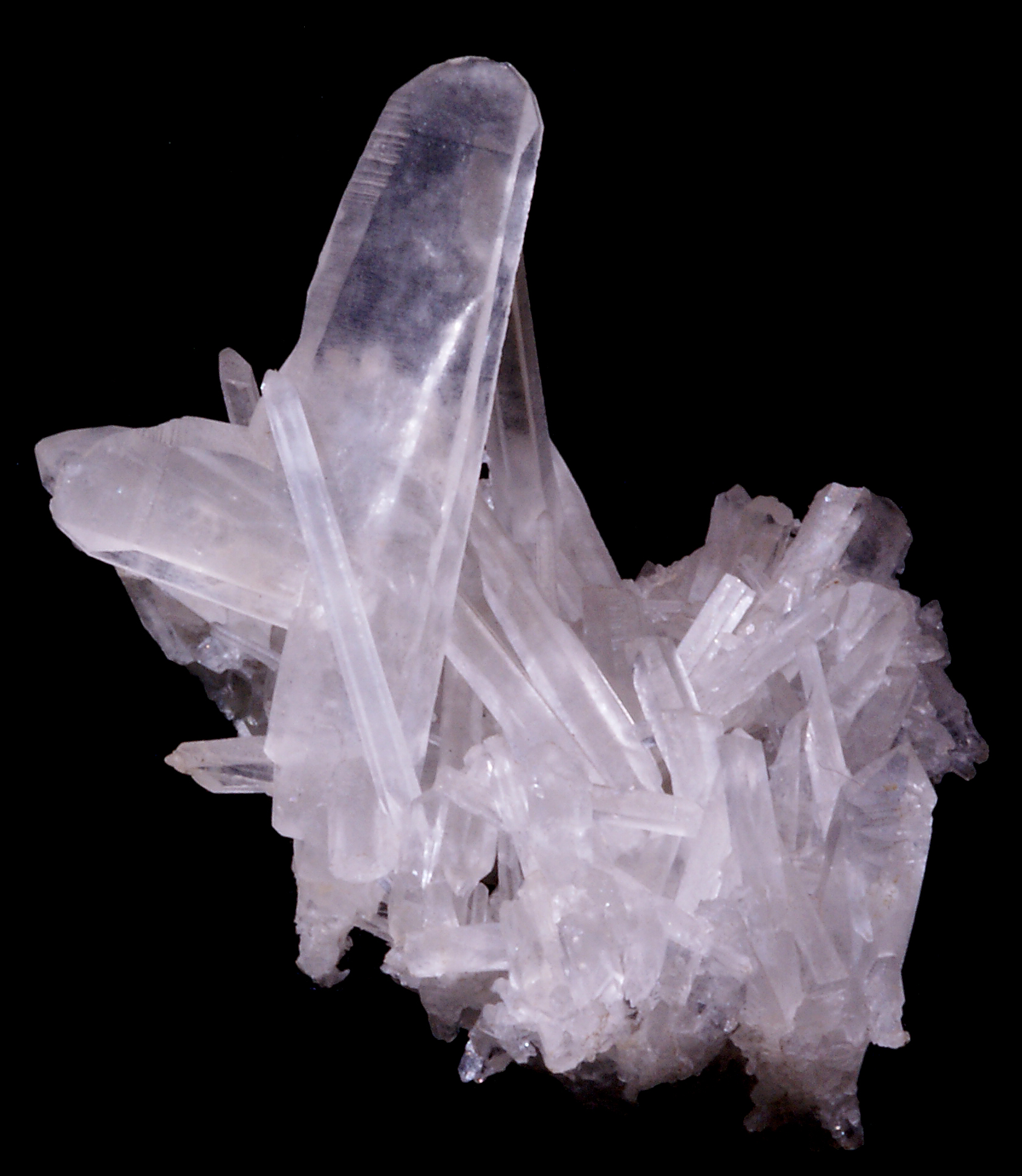
石英的孪晶结构

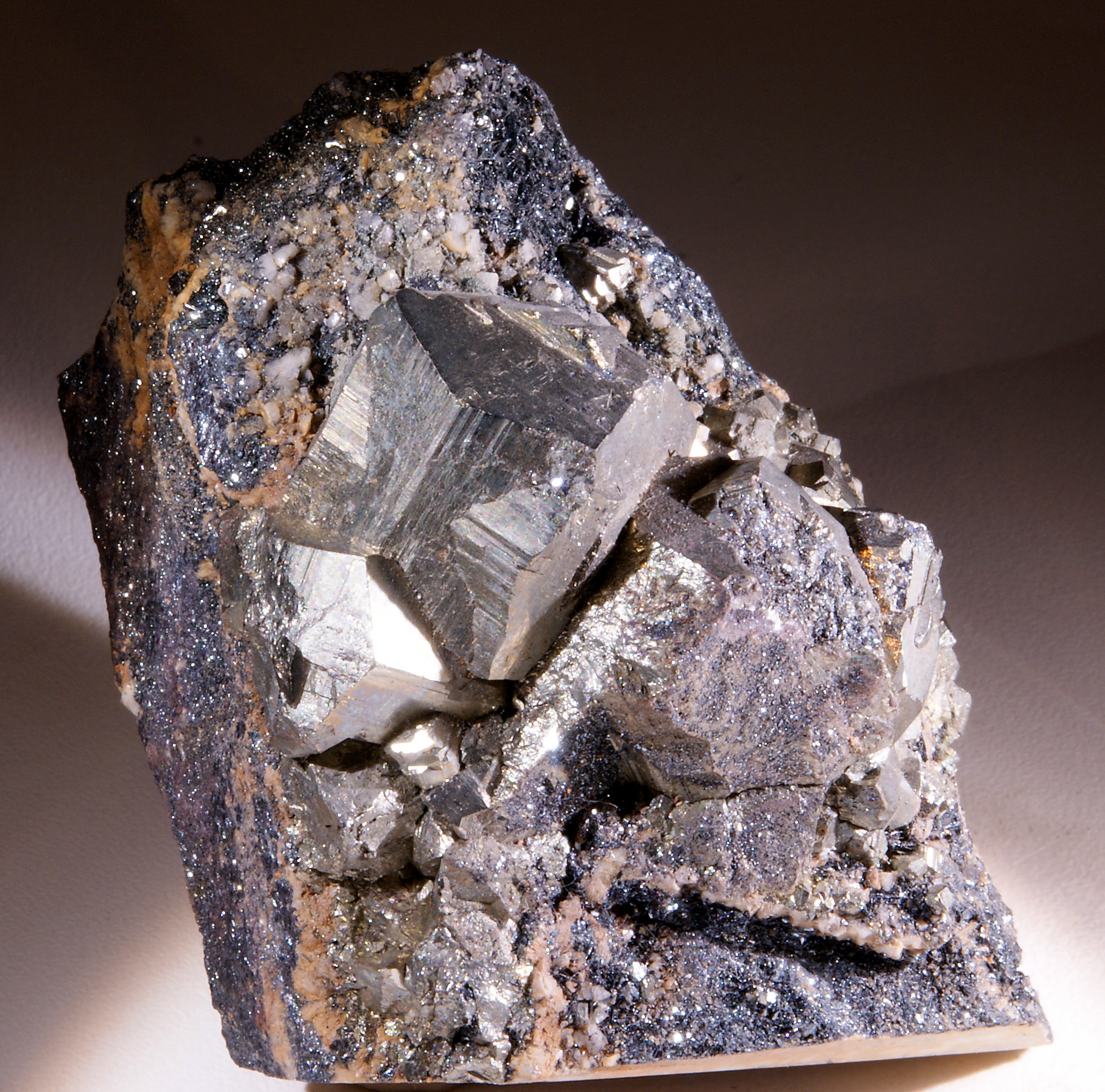
黄铁矿的孪晶结构

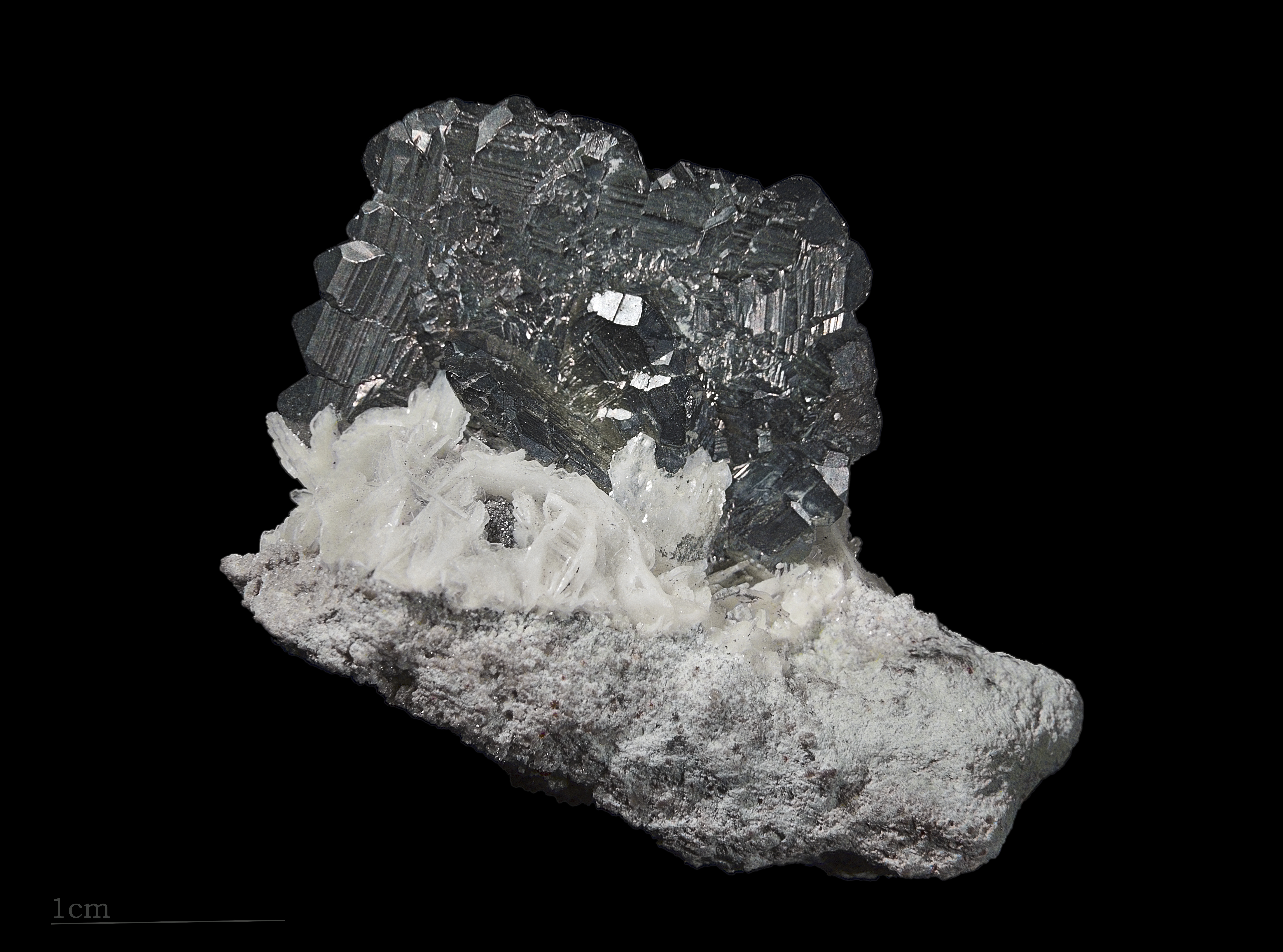
车轮矿的孪晶结构

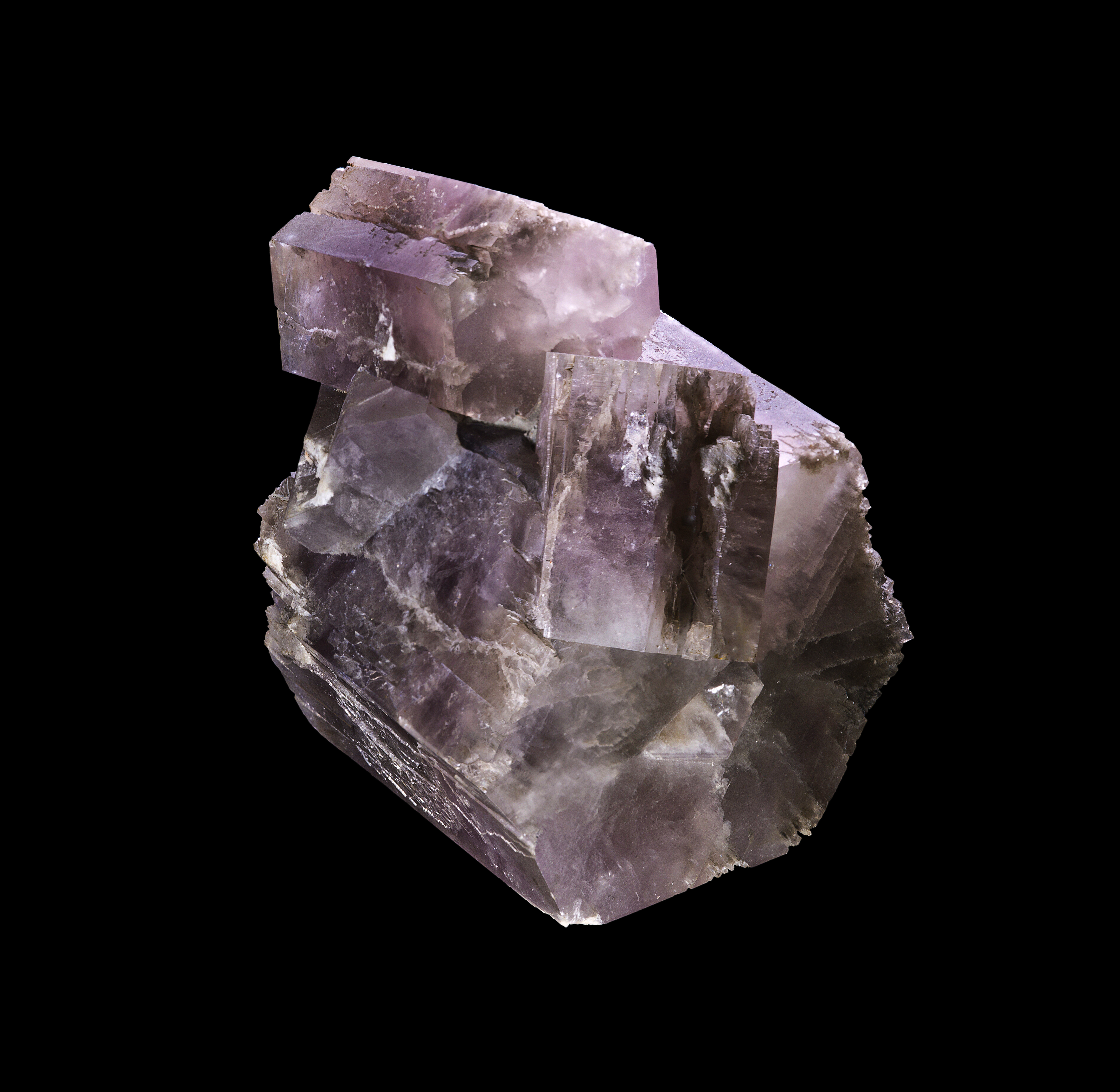
霰石的孪晶结构

孪晶是指：由两个或者两个以上同种晶体构成的﹑非平行的规则连生体。又称双晶。在构成孪晶的两个单晶体间﹐必然会有部分的对应晶面﹑对应晶棱相互平行﹐但不可能全部一一平行﹐然而它们必可通过某一反映﹑旋转180°或者反伸（倒反）的对称操作而达到彼此重合或者完全平行。

## 孪晶要素
孪晶要素是用来表征孪晶中单晶体方位间的对称取向关系的假想几何要素。它包括﹕

### 孪晶面
是一个假想的平面，通过它，可使形成孪晶的两个单晶体重合或者完全平行。因此﹐孪晶面必定是两个晶体晶格中的一个相互等同且平行一致的公共面网。孪晶面的方向可用平行某晶面或者垂直于某晶带轴的形式来表示。孪晶面絕不可能平行于单晶体中的对称面﹐否则就会使两个单晶体处于完全平行的关系而构成平行连生。

### 孪晶轴
是一个假想的直线，当围绕这条直线旋转180°后﹐可使形成孪晶的两个单晶体重合或者达到完全平行。因此﹐孪晶轴必定是两个晶体晶格中的一个相互等同且平行一致的公共行列。孪晶轴的方向可用平行於某晶带轴或者垂直於某晶面的符号形式来表示。孪晶轴决不能平行於单晶体中的偶次对称轴。

### 孪晶中心
为一假想的定点，通过它﹐可使形成孪晶的两个单晶体重合或者达到完全平行。孪晶中心只有在单晶体本身无对称中心的情况才有可能出现，而且在一般情况下﹐它只是一种派生的孪晶要素﹐故可以不予考虑。

## 接合面
指孪晶中单晶体间相互接合的实际界面。孪晶中以接合面为界﹐其两侧单晶体的晶格互不连续。接合面可以呈阶梯状或者很不规则﹐亦可为一平面﹐且是两单晶体中相互等同的一个公共面。接合面往往平行于单晶体中具简单指数的晶面﹐此时即可用该晶面的符号表示接合面的方向。但个别孪晶中﹐接合面也可能为一无理指数面。接合面可以与单晶体中的对称面平行﹐但实际上更经常的是与孪晶面重合﹐或者平行于孪晶轴。

## 孪晶律
指孪晶中单晶体间相互连生的规律。孪晶律由孪晶要素来表示﹐并经常被命名为特定的名称。大致原则如下﹕
1. 以经常具该孪晶的特征矿物名称命名；
2. 以最初发现该孪晶的地名命名；
3. 以孪晶的形状命名﹔
4. 以孪晶面和接合面命名。[3]

## 孪晶类型

### 根据单晶体间相互接合的特点分类
1. 接触孪晶﹐两单晶体相邻接触﹐具确定而规则的接合面；贯穿孪晶﹐两单晶体相互穿插﹐接合面曲折而不规则，亦称透入孪晶。
2. 反覆孪晶﹐由两个以上的单晶体按同一孪晶律依次反覆成孪晶关系连生而组成。可再分为﹕聚片孪晶﹐所有接合面均相互平行﹐各单晶体呈片状而依次叠合﹐在横截接合面的晶面和解理面上可见由接合面的迹线所构成的一系列平行直线状的孪晶纹；轮式孪晶﹐各接合面依次成等角度相交﹐孪晶外貌常呈轮辐状或者环状﹐按所含单晶体的个数而可称为三连晶﹑四连晶﹑五连晶﹑六连晶或者八连晶。
3. 复合孪晶﹐由两个以上的单晶体两两间分别依不同的孪晶律连生而组合在一起的孪晶。[3]

### 根据孪晶轴与接合面间的关系分类
1. 正交孪晶﹐孪晶轴垂直于接合面﹐亦称面律孪晶﹔
2. 平行孪晶﹐孪晶轴平行于接合面﹐同时还平行于单晶体中的某一主要晶带轴﹐亦称轴律孪晶﹔
3. 混合孪晶﹐孪晶轴亦平行于接合面﹐但同时还垂直于单晶体中的某一主要晶带轴。[3]

### 根据孪晶形成时间分类
1. 在晶体生长过程中形成的原生孪晶
2. 在晶体形成以后产生的次生孪晶。[4]

### 按孪晶的形成机理分类
1. 生长孪晶﹐在晶体的成核阶段或者其後的成长阶段中形成的原生孪晶。它是质点在某个方向上中断了按原先的晶格位置所进行的堆积﹐改变为按与之成孪晶关系的晶格方位进行堆积的结果﹐而此种改变并不导致键的破坏和晶体内能的明显增大。此外﹐在液相结晶条件下﹐悬浮在介质中漂流的两个小晶体有可能以孪晶关系的方位相互连接﹐以降低表面能﹐然后共同继续成长为孪晶。
2. 转变孪晶﹐在同质多相转变过程中产生的孪晶。它是由高温变体经同质多象转变而变为对称程度较低的低温变体时所产生的孪晶。
3. 滑移孪晶﹐一般是在晶体形成之后受机械应力的作用﹐在部分晶格中的一连串相邻面网间同时发生均匀滑移的范性形变﹐使滑移部分与未滑移部分的晶格间形成孪晶关系﹐故又称机械孪晶或者形变孪晶。滑移孪晶都表现为聚片孪晶﹐在遭受过区域变质作用的一些矿物晶体中和某些低对称的金属晶体中常见。
4. 某些金属在退火时的再结晶过程中﹐通过质点的扩散和晶间界面的变化﹐容易产生孪晶接合面取代一般的晶间界面而形成退火孪晶。它几乎只限于有立方面心晶格的金属中。[4]

## 孪晶分布
- 各种晶体中﹐出现孪晶的几率并不一致的。例如方解石﹑锡石﹑十字石等矿物的孪晶十分常见﹐但在大多数种类的晶体中并不会出现孪晶或者孪晶十分少见。
- 孪晶在各晶系中的分布也不一致﹐属于单斜晶系和正交晶系（斜方晶系）的孪晶最常见﹐此后依次为三斜晶系、三方晶系﹑等轴晶系和四方晶系。六方晶系的孪晶则十分少见。这些现象与晶体结构特点和晶系的对称性密切相关。[4]

## 孪晶的研究意义
- 有些矿物常呈孪晶产出﹐孪晶是识别这些矿物的一个非常重要的特征﹐可据此判断晶体在空间的方位。滑移孪晶的出现还具有成因上的意义。
- 孪晶的存在对于晶体的利用通常有害。比如水晶﹐如果带有道芬律孪晶﹐两单晶体中电轴的正负端刚好相反﹐使压电效应的结果相互抵消，而不能用作压电的材料﹔如果带有巴西律孪晶﹐两单晶体的旋光方向也刚好相反﹐就既不能用作压电材料﹐也不能用作光学材料。少数孪晶﹐如水晶的道芬律孪晶﹐可由人工方法消除。[4]

### 孿晶與光性礦物學

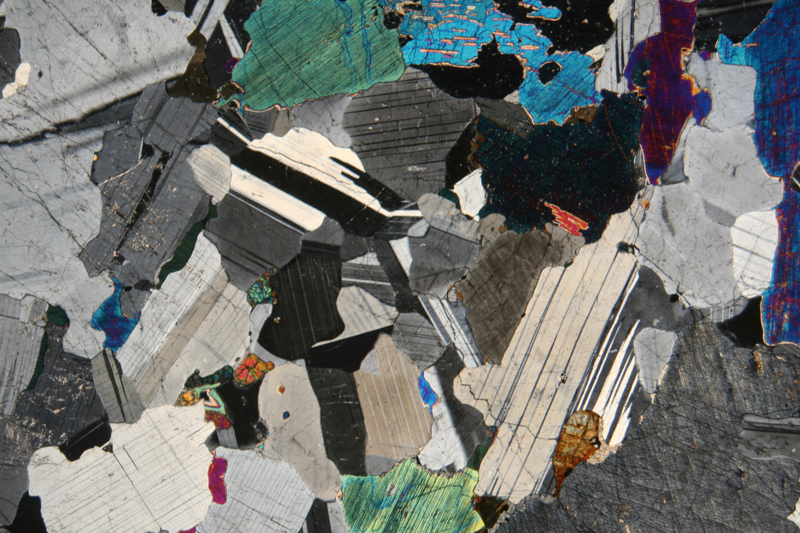
在顯微鏡下觀察礦物薄片：黑白平行相間的消光是斜長石的特色

在在顯微鏡下觀察礦物薄片，可利用消光規律找出孿晶形狀，從而判斷礦物種類。

## 孪晶的表征
孪晶可以通过单晶XRD观测得到。